# Вооружённый отряд
«Вооружённый отряд» (англ. Posse) — американский художественный фильм в жанре вестерна, поставленный режиссёром Марио Ван Пиблзом.
Кинолента, в которой занят большой ансамбль преимущественно афроамериканских актёров, повествует об отряде чернокожих солдат (и одного белого солдата-изгоя), преследуемых своим бесчестным полковником. Сюжет начинается с того, что во время одной из вылазок, эта группа захватывает груз с золотом, и развивается стремлением лидера отряда Джесси Ли отомстить за смерть своего отца-священника.
Повествование представлено как флешбэк-рассказ из уст безымянного старика и ведётся с момента кубинской кампании испано-американской войны.

## Сюжет
1898 год, Куба. В разгар очередного боя между американской армией и испанцами, с трудом отбив очередную атаку противника, командир 10-го кавалерийского взвода солдат Буффало Джесси Ли спешит на командный пункт к полковнику Грэму, безнравственному расисту, чтобы просить разрешения об отходе. В обмен на это разрешение полковник предлагает Ли расстрелять дезертира. Не желая хладнокровно убивать безоружного человека, Ли тем не менее проявляет чудеса меткости, отстреливая кусок сигары, находившейся во рту приговорённого. Рассерженный Грэм убивает несчастного, после чего отстраняет Ли от командования взводом, доверив это ещё одному бывшему заключённому — пройдохе Малышу Джэю. Отведя всё же войска с передовой на отдых, Грэм вечером вызывает обоих и поручает им новое задание, в ходе которого они со своими людьми, облачившись в гражданскую одежду, должны проникнуть в тыл к испанцам и напасть на ожидаемый обоз, захватив в нём ящики с оружием. Добычу им велено было затем доставить в лагерь. Но в обозе оказалось ещё и золото. Очутившись в сложной ситуации и понимая, что по возвращении в лагерь их ничего хорошего не ждёт, они, прихватив с собой добычу, решают бежать. Преследующий по пятам беглецов полковник наконец настигает их, однако в завязавшейся перестрелке бойцы Джесси Ли выходят победителями, а Грэм оказывается тяжело раненым в глаз. С помощью бывшего адъютанта Грэма Уизи беглецам удаётся перебраться обратно в США, в Новый Орлеан.
Там Джесси сразу предлагает поделить деньги и расстаться, заявляя, что сам поедет на запад, где у него незаконченное дело. Но за это время компания успела сдружиться, и они собираются следовать за ним. В это же время Малыш Джэй знакомится с карточным шулером Папашей Время, который решает примкнуть к отряду.
Отряд выступает на запад за своим лидером, находясь под постоянной угрозой появления преследующих их людей полковника Грэма. Остановившись на ночлег в одном из городков, они просят местного кузнеца переплавить их золотые монеты в слитки, а кроме этого ещё и отлить несколько золотых пуль к пистолету Джесси. После исполнения заказа Ли внезапно убивает кузнеца. В течение всего фильма Джесси тревожат воспоминания о прошлом. Из регулярных флешбэков становится ясно, что он является сыном священника, которого убили куклуксклановцы, а кузнец был одним из них. Всем остальным убийцам отца Джесси также уготованы эти золотые пул.

## В ролях
- Марио Ван Пиблз — Джесси Ли
- Стивен Болдуин — Малыш Джэй
- Биг Дэдди Кейн — Папаша Время
- Томми Листер — Обобо
- Тони Лок — Энджел
- Чарльз Лэйн — Уизи
- Веста Уильямс — Вера
- Билли Зэйн — полковник Грэм
- Ричард Джордан — шериф Бэйтс
- Мелвин Ван Пиблз[англ.] — папа Джо
- Салли Ричардсон — Лана
- Роберт Хукс — Кинг Дэвид
- Блэр Андервуд — Карвер
- Айзек Хейз — Кэйбл
- Пэм Гриер — Фиби
- Вуди Строуд — рассказчик

## Производство
Съёмки фильма начались в октябре 1992 года. Несмотря на то что изначально предполагалось снимать фильм в нескольких разных местах на юго-западе США, на 20 октября 1992 года в планах съёмок значилась лишь одна локация — Тусон (Аризона).

## Выпуск
5 мая 1993 года фильм был представлен на Международном кинофестивале в Сан-Франциско.
12 мая 1993 года в Лос-Анджелесе состоялась официальная премьера фильма на Западном побережье США.
14 мая 1993 года фильм вышел в национальный прокат в Лос-Анджелесе и Нью-Йорке.

## Оценки
Роджер Эберт остался недоволен фильмом, удостоив его лишь двумя звёздами из четырёх. По мнению критика, режиссёр Ван Пиблз чрезмерно увлёкся визуальными эффектами в ущерб сюжетной линии, сделав фильм «действием без смысла».